# 18 Tracks
18 Tracks è la terza compilation di Bruce Springsteen, pubblicata nel 1999. Costituisce una sorta di edizione ridotta del precedente cofanetto Tracks, di cui contiene 15 tracce, cui si aggiungono 3 pezzi inediti (Trouble River, The Fever e The Promise).

## Tracce
1. Growin' Up – 2:20
2. Seaside Bar Song – 3:34
3. Rendezvous – 2:51
4. Hearts of Stone – 4:31
5. Where the Bands Are – 3:46
6. Loose Ends – 4:02
7. I Wanna Be with You – 3:24
8. Born in the U.S.A. – 3:11
9. My Love Will Not Let You Down – 4:26
10. Lion's Den – 2:19
11. Pink Cadillac – 3:36
12. Janey Don't You Lose Heart – 3:26
13. Sad Eyes – 3:50
14. Part Man, Part Monkey – 4:31
15. Trouble River – 4:21
16. Brothers Under the Bridge – 4:58
17. The Fever – 7:39
18. The Promise – 4:48

## Classifiche
| Eventuale singolo dell'album | Anno | Classifica        | Massima posizione raggiunta |
| ---------------------------- | ---- | ----------------- | --------------------------- |
| Album completo               | 1999 | The Billboard 200 | 64                          |